# Mocuba
Mocuba és un municipi de Moçambic, situat a la província de Zambézia. En 2007 comptava amb una població de 168.736 habitants. Es troba a 100 kilòmetres al nord de Quelimane. Era una vila del districte de Mocuba que fou elevada a ciutat el 12 de febrer de 1971.

## Municipi
En 1998 Mocuba fou una de les 23 ciutats que foren elevades a municipis, amb un govern local electe, formant part d'un total de 33 municipis inicials. Aquesta llista inclou la vila de Milange, la ciutat de Gurúè i la capital Quelimane.

## Demografia
| Any  | Població |
| ---- | -------- |
| 1997 | 55.923   |
| 2008 | 69.045   |